# 奧斯卡維爾 (阿拉斯加州)
奧斯卡維爾（英語：Oscarville）是位於美國阿拉斯加州貝塞爾人口普查區的一個非建制地區和人口普查指定地區。根據2010年美國人口普查，該地共人口70人，而該地的面積約為4.30平方千米。

## 地理
奧斯卡維爾的座標為60°43′17″N 161°46′06″W / 60.72139°N 161.76833°W，而該地的平均海拔高度為1米（即4英尺）。